# Milomir Stakić
Milomir Stakić (nascut el 1962 a Marićka, Prijedor, Bòsnia i Hercegovina) és un metge serbi de Bòsnia que el 1997 va ser acusat de genocidi, complicitat en genocidi, violacions dels costums de guerra i crims contra la humanitat pel Tribunal Penal Internacional per a l'antiga Iugoslàvia (ICTY) per les seves accions a la regió de Prijedor durant la guerra de Bòsnia.
En les eleccions de 1991 va ser nomenat vicepresident de l'Assemblea Municipal de Prijedor com a membre del Partit Democràtic Serbi. Aviat va establir un govern paral·lel dels serbis a l'ombra, que va ajudar a establir diversos camps com el d'Omarska, Keraterm i Trnopolje, on molts bosnians i croats van ser torturats i assassinats. Va ser detingut el 23 de març de 2001, i traslladat a La Haia el mateix dia. El seu judici va començar el 16 d'abril de 2002, i es va enfrontar a vuit càrrecs en total, que van des del genocidi i extermini, la deportació i la persecució en forma de destrucció de llogarets, així com les mesquites i les esglésies catòliques. Finalment, va ser declarat culpable de cinc càrrecs, mentre que va ser absolt de la responsabilitat personal en el genocidi. Va ser condemnat a cadena perpètua, però a través del procés d'apel·lació va reduir la seva sentència a quaranta anys. El 12 de gener de 2007 va ser transferit a França per a complir la seva condemna.